# Llista d'asteroides/196801-196900
| Nom      | Designació provisional | Data de descobriment   | Lloc de descobriment | Descobridor/s  |
| -------- | ---------------------- | ---------------------- | -------------------- | -------------- |
| 196801 - | 2003 SY202             | 22 de setembre de 2003 | Anderson Mesa        | LONEOS         |
| 196802 - | 2003 SJ204             | 22 de setembre de 2003 | Socorro              | LINEAR         |
| 196803 - | 2003 SG206             | 23 de setembre de 2003 | Palomar              | NEAT           |
| 196804 - | 2003 SZ208             | 24 de setembre de 2003 | Palomar              | NEAT           |
| 196805 - | 2003 SZ209             | 25 de setembre de 2003 | Haleakala            | NEAT           |
| 196806 - | 2003 SQ218             | 28 de setembre de 2003 | Desert Eagle         | W. K. Y. Yeung |
| 196807 - | 2003 SB221             | 26 de setembre de 2003 | Junk Bond            | D. Healy       |
| 196808 - | 2003 SH223             | 29 de setembre de 2003 | Desert Eagle         | W. K. Y. Yeung |
| 196809 - | 2003 SU223             | 27 de setembre de 2003 | Socorro              | LINEAR         |
| 196810 - | 2003 SC224             | 24 de setembre de 2003 | Bergisch Gladbach    | W. Bickel      |
| 196811 - | 2003 SF225             | 26 de setembre de 2003 | Desert Eagle         | W. K. Y. Yeung |
| 196812 - | 2003 SH225             | 26 de setembre de 2003 | Socorro              | LINEAR         |
| 196813 - | 2003 SO225             | 26 de setembre de 2003 | Socorro              | LINEAR         |
| 196814 - | 2003 SU225             | 26 de setembre de 2003 | Socorro              | LINEAR         |
| 196815 - | 2003 SN227             | 27 de setembre de 2003 | Socorro              | LINEAR         |
| 196816 - | 2003 SH229             | 27 de setembre de 2003 | Kitt Peak            | Spacewatch     |
| 196817 - | 2003 SZ230             | 24 de setembre de 2003 | Palomar              | NEAT           |
| 196818 - | 2003 SJ231             | 24 de setembre de 2003 | Palomar              | NEAT           |
| 196819 - | 2003 SC232             | 24 de setembre de 2003 | Haleakala            | NEAT           |
| 196820 - | 2003 SR232             | 24 de setembre de 2003 | Haleakala            | NEAT           |
| 196821 - | 2003 SC233             | 25 de setembre de 2003 | Palomar              | NEAT           |
| 196822 - | 2003 SM234             | 25 de setembre de 2003 | Haleakala            | NEAT           |
| 196823 - | 2003 SN234             | 25 de setembre de 2003 | Haleakala            | NEAT           |
| 196824 - | 2003 SS235             | 27 de setembre de 2003 | Socorro              | LINEAR         |
| 196825 - | 2003 SV235             | 27 de setembre de 2003 | Socorro              | LINEAR         |
| 196826 - | 2003 SJ236             | 26 de setembre de 2003 | Socorro              | LINEAR         |
| 196827 - | 2003 SO236             | 26 de setembre de 2003 | Socorro              | LINEAR         |
| 196828 - | 2003 SB237             | 26 de setembre de 2003 | Socorro              | LINEAR         |
| 196829 - | 2003 SE238             | 27 de setembre de 2003 | Socorro              | LINEAR         |
| 196830 - | 2003 SK241             | 27 de setembre de 2003 | Kitt Peak            | Spacewatch     |
| 196831 - | 2003 SA243             | 28 de setembre de 2003 | Socorro              | LINEAR         |
| 196832 - | 2003 SA246             | 26 de setembre de 2003 | Socorro              | LINEAR         |
| 196833 - | 2003 SS247             | 26 de setembre de 2003 | Socorro              | LINEAR         |
| 196834 - | 2003 SZ247             | 26 de setembre de 2003 | Socorro              | LINEAR         |
| 196835 - | 2003 SS248             | 26 de setembre de 2003 | Socorro              | LINEAR         |
| 196836 - | 2003 SY248             | 26 de setembre de 2003 | Socorro              | LINEAR         |
| 196837 - | 2003 SX249             | 26 de setembre de 2003 | Socorro              | LINEAR         |
| 196838 - | 2003 SE250             | 26 de setembre de 2003 | Socorro              | LINEAR         |
| 196839 - | 2003 SG250             | 26 de setembre de 2003 | Socorro              | LINEAR         |
| 196840 - | 2003 SM253             | 27 de setembre de 2003 | Kitt Peak            | Spacewatch     |
| 196841 - | 2003 SO253             | 27 de setembre de 2003 | Socorro              | LINEAR         |
| 196842 - | 2003 SZ253             | 27 de setembre de 2003 | Kitt Peak            | Spacewatch     |
| 196843 - | 2003 SD254             | 27 de setembre de 2003 | Kitt Peak            | Spacewatch     |
| 196844 - | 2003 SR254             | 27 de setembre de 2003 | Kitt Peak            | Spacewatch     |
| 196845 - | 2003 SE257             | 28 de setembre de 2003 | Kitt Peak            | Spacewatch     |
| 196846 - | 2003 SR257             | 28 de setembre de 2003 | Socorro              | LINEAR         |
| 196847 - | 2003 SM258             | 28 de setembre de 2003 | Kitt Peak            | Spacewatch     |
| 196848 - | 2003 SQ259             | 28 de setembre de 2003 | Kitt Peak            | Spacewatch     |
| 196849 - | 2003 ST259             | 28 de setembre de 2003 | Kitt Peak            | Spacewatch     |
| 196850 - | 2003 SE260             | 29 de setembre de 2003 | Socorro              | LINEAR         |
| 196851 - | 2003 SB261             | 27 de setembre de 2003 | Socorro              | LINEAR         |
| 196852 - | 2003 SR262             | 28 de setembre de 2003 | Socorro              | LINEAR         |
| 196853 - | 2003 SF263             | 28 de setembre de 2003 | Socorro              | LINEAR         |
| 196854 - | 2003 SW266             | 29 de setembre de 2003 | Socorro              | LINEAR         |
| 196855 - | 2003 SZ266             | 29 de setembre de 2003 | Socorro              | LINEAR         |
| 196856 - | 2003 SF268             | 29 de setembre de 2003 | Kitt Peak            | Spacewatch     |
| 196857 - | 2003 SL268             | 29 de setembre de 2003 | Kitt Peak            | Spacewatch     |
| 196858 - | 2003 SB269             | 25 de setembre de 2003 | Uccle                | T. Pauwels     |
| 196859 - | 2003 SF271             | 25 de setembre de 2003 | Haleakala            | NEAT           |
| 196860 - | 2003 SG272             | 27 de setembre de 2003 | Socorro              | LINEAR         |
| 196861 - | 2003 SL272             | 27 de setembre de 2003 | Socorro              | LINEAR         |
| 196862 - | 2003 SC273             | 27 de setembre de 2003 | Socorro              | LINEAR         |
| 196863 - | 2003 SX277             | 30 de setembre de 2003 | Socorro              | LINEAR         |
| 196864 - | 2003 SL278             | 30 de setembre de 2003 | Socorro              | LINEAR         |
| 196865 - | 2003 ST278             | 30 de setembre de 2003 | Socorro              | LINEAR         |
| 196866 - | 2003 SY280             | 18 de setembre de 2003 | Kitt Peak            | Spacewatch     |
| 196867 - | 2003 SF282             | 19 de setembre de 2003 | Anderson Mesa        | LONEOS         |
| 196868 - | 2003 SG282             | 19 de setembre de 2003 | Anderson Mesa        | LONEOS         |
| 196869 - | 2003 ST284             | 20 de setembre de 2003 | Socorro              | LINEAR         |
| 196870 - | 2003 SC289             | 28 de setembre de 2003 | Socorro              | LINEAR         |
| 196871 - | 2003 SY289             | 28 de setembre de 2003 | Anderson Mesa        | LONEOS         |
| 196872 - | 2003 SS292             | 25 de setembre de 2003 | Haleakala            | NEAT           |
| 196873 - | 2003 SB293             | 27 de setembre de 2003 | Socorro              | LINEAR         |
| 196874 - | 2003 SD294             | 28 de setembre de 2003 | Socorro              | LINEAR         |
| 196875 - | 2003 SN298             | 18 de setembre de 2003 | Haleakala            | NEAT           |
| 196876 - | 2003 SW299             | 16 de setembre de 2003 | Kitt Peak            | Spacewatch     |
| 196877 - | 2003 SJ300             | 17 de setembre de 2003 | Palomar              | NEAT           |
| 196878 - | 2003 SW304             | 17 de setembre de 2003 | Palomar              | NEAT           |
| 196879 - | 2003 SE306             | 30 de setembre de 2003 | Socorro              | LINEAR         |
| 196880 - | 2003 SY307             | 27 de setembre de 2003 | Socorro              | LINEAR         |
| 196881 - | 2003 SN308             | 29 de setembre de 2003 | Anderson Mesa        | LONEOS         |
| 196882 - | 2003 SX309             | 28 de setembre de 2003 | Socorro              | LINEAR         |
| 196883 - | 2003 SK311             | 29 de setembre de 2003 | Socorro              | LINEAR         |
| 196884 - | 2003 SE312             | 30 de setembre de 2003 | Kitt Peak            | Spacewatch     |
| 196885 - | 2003 SP314             | 28 de setembre de 2003 | Socorro              | LINEAR         |
| 196886 - | 2003 SF317             | 21 de setembre de 2003 | Kitt Peak            | Spacewatch     |
| 196887 - | 2003 SE320             | 17 de setembre de 2003 | Kitt Peak            | Spacewatch     |
| 196888 - | 2003 SM320             | 17 de setembre de 2003 | Kitt Peak            | Spacewatch     |
| 196889 - | 2003 SQ321             | 21 de setembre de 2003 | Kitt Peak            | Spacewatch     |
| 196890 - | 2003 SK322             | 28 de setembre de 2003 | Kitt Peak            | Spacewatch     |
| 196891 - | 2003 SK329             | 22 de setembre de 2003 | Anderson Mesa        | LONEOS         |
| 196892 - | 2003 SJ347             | 18 de setembre de 2003 | Kitt Peak            | Spacewatch     |
| 196893 - | 2003 TS                | 2 d'octubre de 2003    | Essen                | Essen          |
| 196894 - | 2003 TL3               | 3 d'octubre de 2003    | Haleakala            | NEAT           |
| 196895 - | 2003 TM3               | 4 d'octubre de 2003    | Goodricke-Pigott     | V. Reddy       |
| 196896 - | 2003 TA5               | 1 d'octubre de 2003    | Kitt Peak            | Spacewatch     |
| 196897 - | 2003 TR6               | 1 d'octubre de 2003    | Anderson Mesa        | LONEOS         |
| 196898 - | 2003 TF10              | 15 d'octubre de 2003   | Socorro              | LINEAR         |
| 196899 - | 2003 TX10              | 15 d'octubre de 2003   | Palomar              | NEAT           |
| 196900 - | 2003 TA11              | 14 d'octubre de 2003   | Anderson Mesa        | LONEOS         |